# Diecezja kijowsko-żytomierska
Diecezja kijowsko-żytomierska – jedna z 7 diecezji obrządku łacińskiego w Kościele rzymskokatolickim na Ukrainie, podlegających metropolitanej archidiecezji lwowskiej. Swym zasięgiem obejmuje obwód czerkaski, obwód czernihowski, obwód kijowski i obwód żytomierski. Została ustanowiona diecezją przez papieża Jana Pawła II w 1991 r. Jest kontynuatorką historycznych diecezji kijowskiej i łucko-żytomierskiej. 

## Główne świątynie
- katedra – Katedra św. Zofii w Żytomierzu
- konkatedra – Konkatedra Świętego Aleksandra w Kijowie

## Biskupi
- biskup diecezjalny – Witalij Krywicki
- biskup pomocniczy – Aleksander Jazłowiecki